# 长果青冈
（學名：Quercus longinux）又名稠子、锥果稠，为壳斗科櫟屬下的一个种，為台灣特有種。

## 扩展阅读
- 維基物種上的相關：长果青冈